# Markyate
Markyate es una parroquia civil y un pueblo del distrito de Dacorum, en el condado de Hertfordshire (Inglaterra).

## Geografía
Según la Oficina Nacional de Estadística británica, Markyate tiene una superficie de 8,08 km².

## Demografía
Según el censo de 2001, Markyate tenía 2983 habitantes (50,15% varones, 49,85% mujeres) y una densidad de población de 369,18 hab/km². El 19,78% eran menores de 16 años, el 73,45% tenían entre 16 y 74, y el 6,77% eran mayores de 74. La media de edad era de 38,45 años. Del total de habitantes con 16 o más años, el 25,57% estaban solteros, el 58,34% casados, y el 16,09% divorciados o viudos.
El 95,04% de los habitantes eran originarios del Reino Unido. El resto de países europeos englobaban al 1,98% de la población, mientras que el 2,98% había nacido en cualquier otro lugar. Según su grupo étnico, el 97,42% eran blancos, el 0,87% mestizos, el 1,11% asiáticos, el 0,34% negros, y el 0,1% de cualquier otro salvo chinos. El cristianismo era profesado por el 75,6%, el budismo por el 0,13%, el hinduismo por el 0,74%, el judaísmo por el 0,54%, el islam por el 0,13%, el sijismo por el 0,13%, y cualquier otra religión por el 0,27%. El 15,96% no eran religiosos y el 6,5% no marcaron ninguna opción en el censo.
Había 1257 hogares con residentes, 37 vacíos, y 3 eran alojamientos vacacionales o segundas residencias.